# Zian Zandi
Zian Zandi, född 8 augusti 1977 i Baghdad-Irak, kom till Sverige som sjuåring, är en svensk journalist och programledare. 
Zandi, som är av kurdisk härkomst, växte upp i Bankeryd och läste till journalist på Ljungskile folkhögskola. Därefter började hon arbeta på Sveriges Radio och P4 Jönköping och P4 Västmanland samt på Sveriges Television och det regionala nyhetsprogrammet Tvärsnytt. Hösten 2003 var hon en av programledarna för 24 minuter i SVT 24 Därefter arbetade hon återigen på Sveriges Radio med Centralen (radioprogram) i P1 och Ring P1. Sedan hösten 2004 var hon på SVT som programledare för Lilla Aktuellt. Hon arbetar för närvarande på Aktuellt som reporter.
Hon var en av gästerna i TV-programmet Big Words.